# Generalmarsch
Generalmarsch, krigsvetenskap, kallades den signal, som enligt svenska tjänstgöringsreglementet skulle ges, då trupper skulle göra sig redo till uppbrott eller till samling för visst ändamål, eller som signal för utförande av bajonettanfall. 
Denna signal kunde även ges av hela musikkåren. I utländska arméer förstår man vanligen med generalmarsch en larmsignal, genom vilken man kallar alla trupper att hastigt rycka ut. 